# Florian Eisath
Florian Eisath, né le 27 novembre 1984 à Bolzano, est un skieur alpin italien. Sa discipline de prédilection est le slalom géant.

## Biographie
Membre des Fiamme Gialle, Florian Eisath dispute ses premières courses FIS en 2000 puis fait ses débuts en Coupe d'Europe en 2003, compétition dont il se classe deuxième en 2006, grâce à dix podiums en course. En 2004, il prend la sixième place du slalom géant aux Championnats du monde junior à Maribor.
Enfin, il apparaît dans la Coupe du monde pour la première fois dans un slalom géant à Alta Badia en décembre 2004 et marque ses premiers points un an plus tard. En 2008, il se classe onzième d'un super combiné, ce qui est son meilleur résultat dans l'élite jusqu'à il obtienne son premier top 10 en janvier 2015 avec une sixième place en slalom géant à Adelboden. Il est ensuite huitième aux Championnats du monde de Beaver Creek en slalom géant. Il monte sur le premier podium de sa carrière le 18 décembre 2016, lors du slalom géant d'Alta Badia.
Il participe aux Jeux olympiques d'hiver de 2018, où il finit 14e en slalom géant. Il prend sa retraite sportive en 2018 puis devient entrepreneur dans sa station de ski Carezza.
Sa mère Monika Auer a été championne d'Europe de luge.

## Palmarès

### Jeux olympiques
| Édition / Épreuve   | Slalom géant |
| ------------------- | ------------ |
| JO 2018 Pyeongchang | 14e          |

### Championnats du monde
| Édition / Épreuve          | Slalom |
| -------------------------- | ------ |
| Mondiaux 2015 Beaver Creek | 8e     |
| Mondiaux 2017 Saint-Moritz | 17e    |

### Coupe du monde
- Meilleur classement général : 35e en 2017.
- 1 podium.

#### Classements en Coupe du monde
| Année/Classement | Année/Classement | Général | Général | Descente | Descente | Slalom | Slalom | Slalom géant | Slalom géant | Super G | Super G | Combiné | Combiné |
| ---------------- | ---------------- | ------- | ------- | -------- | -------- | ------ | ------ | ------------ | ------------ | ------- | ------- | ------- | ------- |
| Année/Classement | Année/Classement | Class.  | Points  | Class.   | Points   | Class. | Points | Class.       | Points       | Class.  | Points  | Class.  | Points  |
| 2006             | 2006             | 137e    | 7       | -        | -        | -      | -      | 51e          | 7            | -       | -       | -       | -       |
| 2007             | 2007             | 107e    | 30      | -        | -        | -      | -      | 43e          | 8            | 44e     | 7       | 34e     | 15      |
| 2008             | 2008             | 80e     | 66      | -        | -        | -      | -      | 51e          | 7            | -       | -       | 18e     | 59      |
| 2009             | 2009             | -       | -       | -        | -        | -      | -      | -            | -            | -       | -       | -       | -       |
| 2010             | 2010             | 112e    | 24      | -        | -        | -      | -      | 33e          | 24           | -       | -       | -       | -       |
| 2011             | 2011             | 122e    | 20      | -        | -        | -      | -      | 37e          | 20           | -       | -       | -       | -       |
| 2012             | 2012             | 102e    | 38      | -        | -        | -      | -      | 33e          | 38           | -       | -       | -       | -       |
| 2013             | 2013             | 67e     | 93      | -        | -        | -      | -      | 22e          | 93           | -       | -       | -       | -       |
| 2014             | 2014             | 102e    | 27      | -        | -        | -      | -      | 33e          | 27           | -       | -       | -       | -       |
| 2015             | 2015             | 55e     | 133     | -        | -        | -      | -      | 14e          | 133          | -       | -       | -       | -       |
| 2016             | 2016             | 44e     | 235     | -        | -        | -      | -      | 9e           | 235          | -       | -       | -       | -       |
| 2017             | 2017             | 35e     | 252     | -        | -        | -      | -      | 9e           | 252          | -       | -       | -       | -       |
| 2018             | 2018             | 51e     | 134     | -        | -        | -      | -      | 14e          | 134          | -       | -       | -       | -       |

### Coupe d'Europe
- Meilleur classement général : 2e en 2006.
- 10 victoires (9 en slalom géant et 1 en super G).

### Championnats d'Italie
- Champion du slalom géant en 2006, 2011 et 2015.